# Арена Вараждин
Арена Вараждин (хорв. Športska dvorana Varaždin) — многофункциональный дворец спорта в Вараждине, введённый в эксплуатацию как спортивная арена в 2008 году к чемпионату мира по гандболу 2009 года.

## История
Спортивный дворец расположен в хорватском Вараждине и используется в основном для командных игр по гандболу, волейболу и баскетболу. Спортивный зал вмещает 5000 человек и был официально открыт 6 декабря 2008 года.

## Спортивные мероприятия
Являлся одной из площадок для проведения матчей чемпионата мира по гандболу среди мужчин 2009 года, проходившего в Хорватии. Здесь проходили все матчи группы C, в которой выступали сборные Германии, Македонии, Алжира, Польши и России.

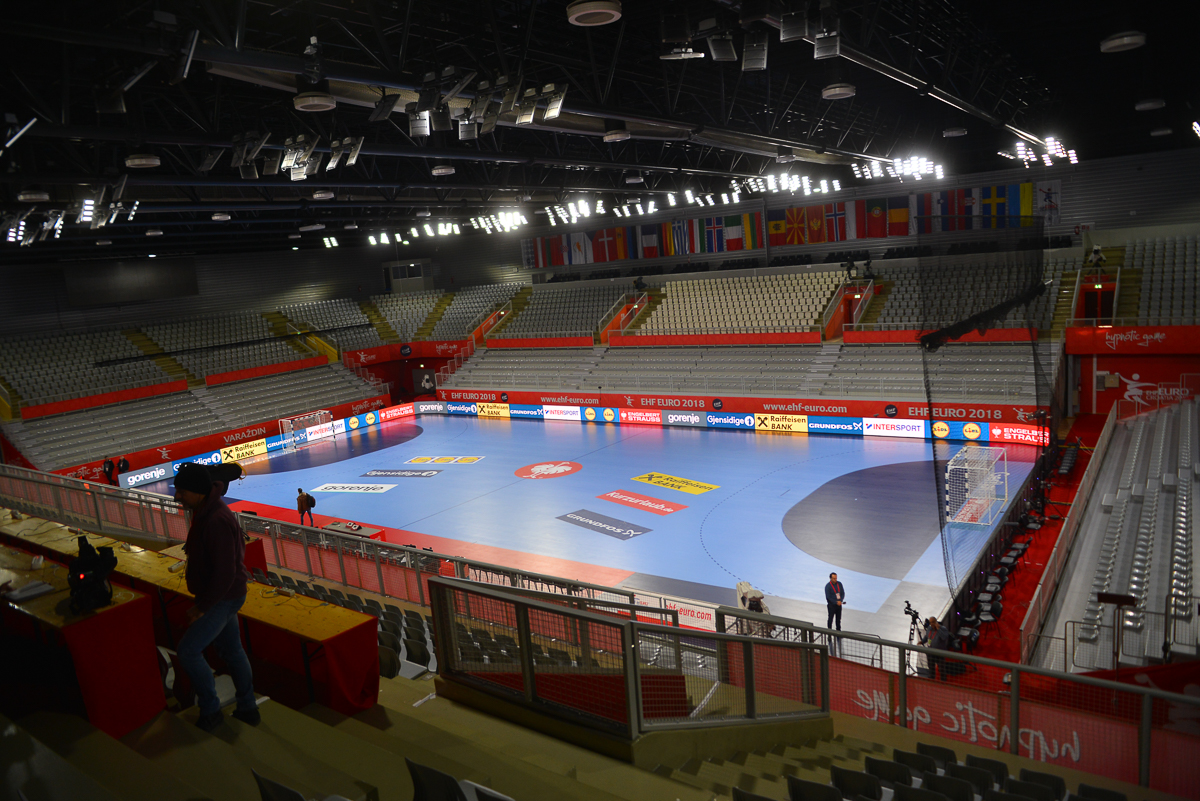
Арена на ЧЕ-2018

Арена также использовалась для проведения чемпионата Европы по гандболу среди мужчин 2018 года и принимала чемпионат мира по гандболу среди мужчин 2025 года.

## Мероприятия
Под крышей арены проводились различные мероприятия, не связанные со спортом, такие как чемпионаты по танцам, выставки, школьные мероприятия, цирковые представления, автосалоны и концерты. За свою недолгую историю на площадке арены выступали многие музыкальные исполнители, таких как: Джордже Балашевич, Здравко Чолич, Limp Bizkit, Мийо Ковач, Дино Мерлин, Plavi Orkestar, Gibonni, Bambi Molesters, Халид Бешлич, Crvena Jabuka и Парни Валяк.